# El hijo de la loca
El hijo de la loca (in Deutsch etwa Der Sohn der Verrückten) ist ein mexikanischer Film aus dem Jahr 1923. Regie bei diesem Melodrama führte José S. Ortiz, der auch das Drehbuch verfasst hatte und an der Produktion beteiligt war.

## Inhalt
El hijo de la loca erzählt die Geschichte eines Zeitungsjungen, dessen Mutter wahnsinnig ist.

## Produktionsnotizen
Die Rolle der Mutter spielte die spätere Filmregisseurin Adela Sequeyro, die in diesem Film ihr Debüt als Schauspielerin gab.
Der Film wurde von der Produktionsgesellschaft Netzahualcóytl Film produziert. Er hatte seine Premiere am 7. November 1923.